# Château du Bousquet (Aveyron)
Pour les articles homonymes, voir Château du Bousquet.
Le château du Bousquet est un ancien château fort restauré qui se dresse sur la commune française de Montpeyroux dans le département de l'Aveyron, en région Occitanie.
Le château fait l'objet d'une inscription totale au titre des monuments historiques.

## Localisation
Le château est situé sur la commune de Montpeyroux, sur le chemin de Saint-Jacques, entre le Puy et Conques, dans le département français de l'Aveyron.

## Historique
L'origine du château, datant de la fin du XIIIe ou du début du XIVe siècle, reste mystérieuse puisque les documentations les plus importantes commencent avec l'arrivée de la famille de Roquefeuil-Blanquefort, vieille noblesse languedocienne, en 1610. Titrés Marquis du Bousquet dés 1618 et devenus la branche aînée des Roquefeuil en 1639 (marquis de Roquefeuil) les aînés successifs de cette famille en firent leur demeure jusqu'en 1903 soit 293 ans. Actuellement il est la propriété de la famille Dijols.

## Description

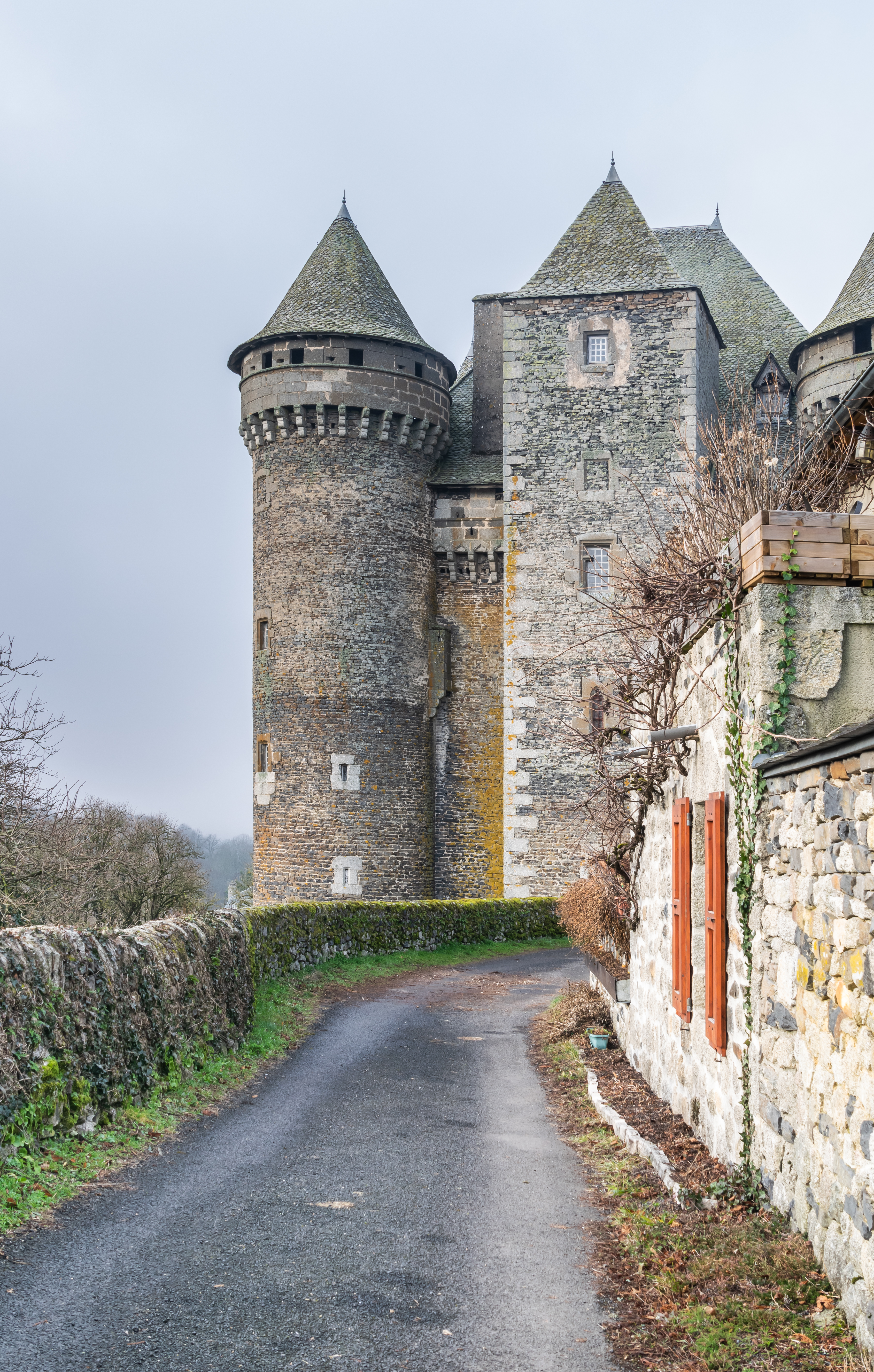
Vue de la tour.

Le château construit en basalte brut, possession d'une famille de seigneurs depuis le XIIe siècle, est cantonné de six tours (deux hexagonales au milieu des deux façades avant et arrière, quatre rondes à chaque angle). Une des tours carrées abrite une chapelle orientée à l'est, et sa position sur le chemin de Saint-Jacques a fait dire que le château aurait pu être construit par les Hospitaliers.

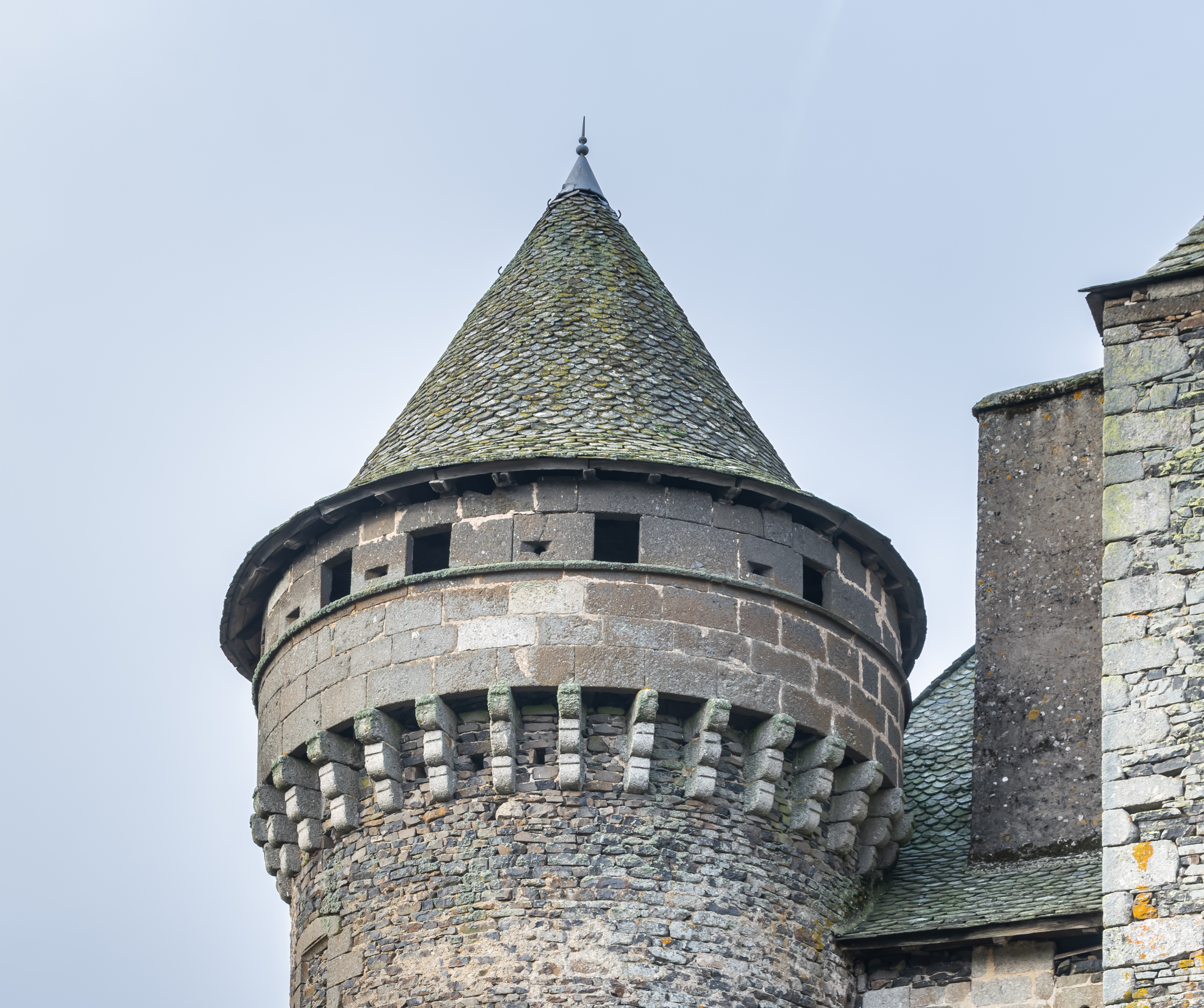
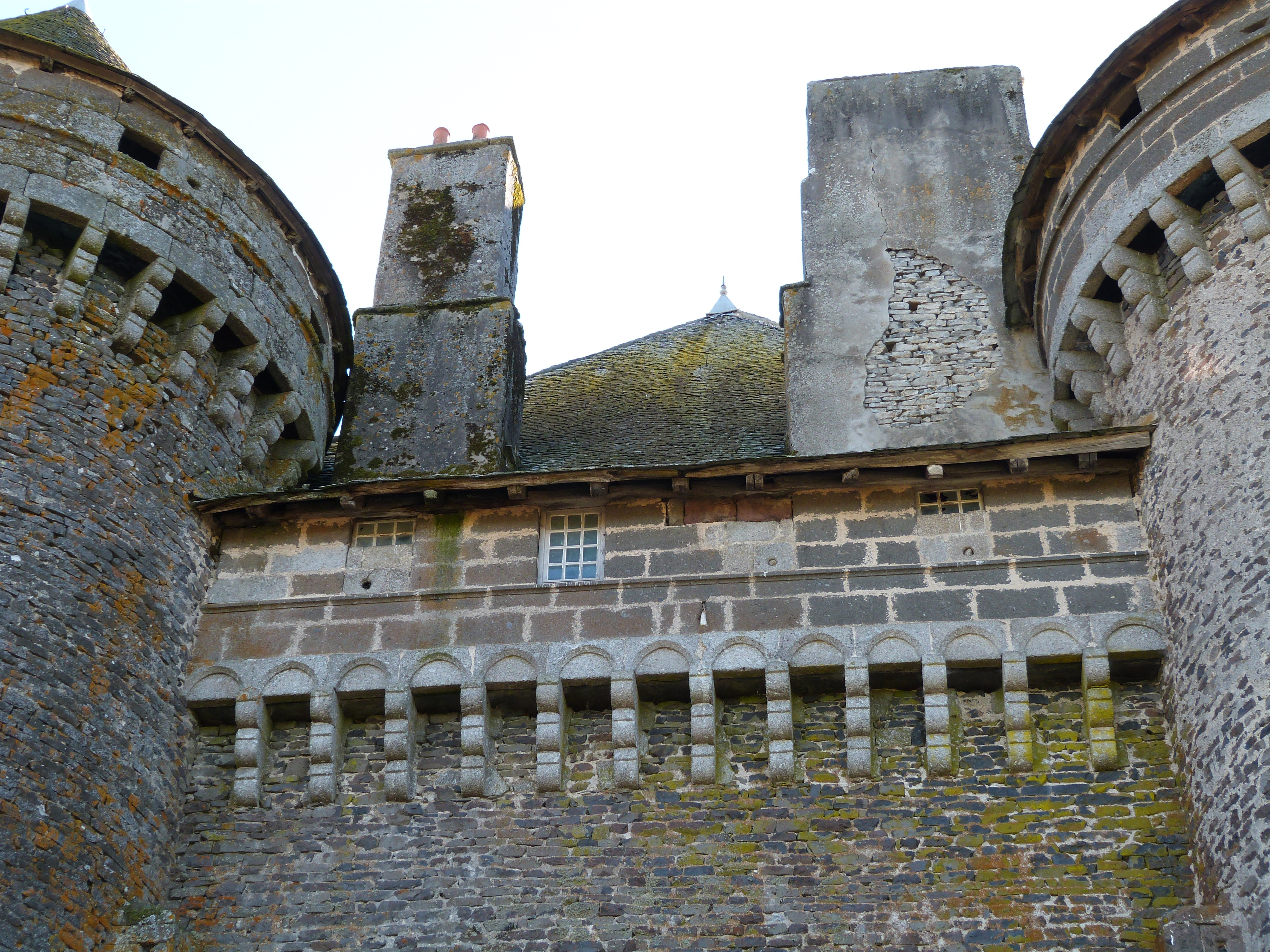
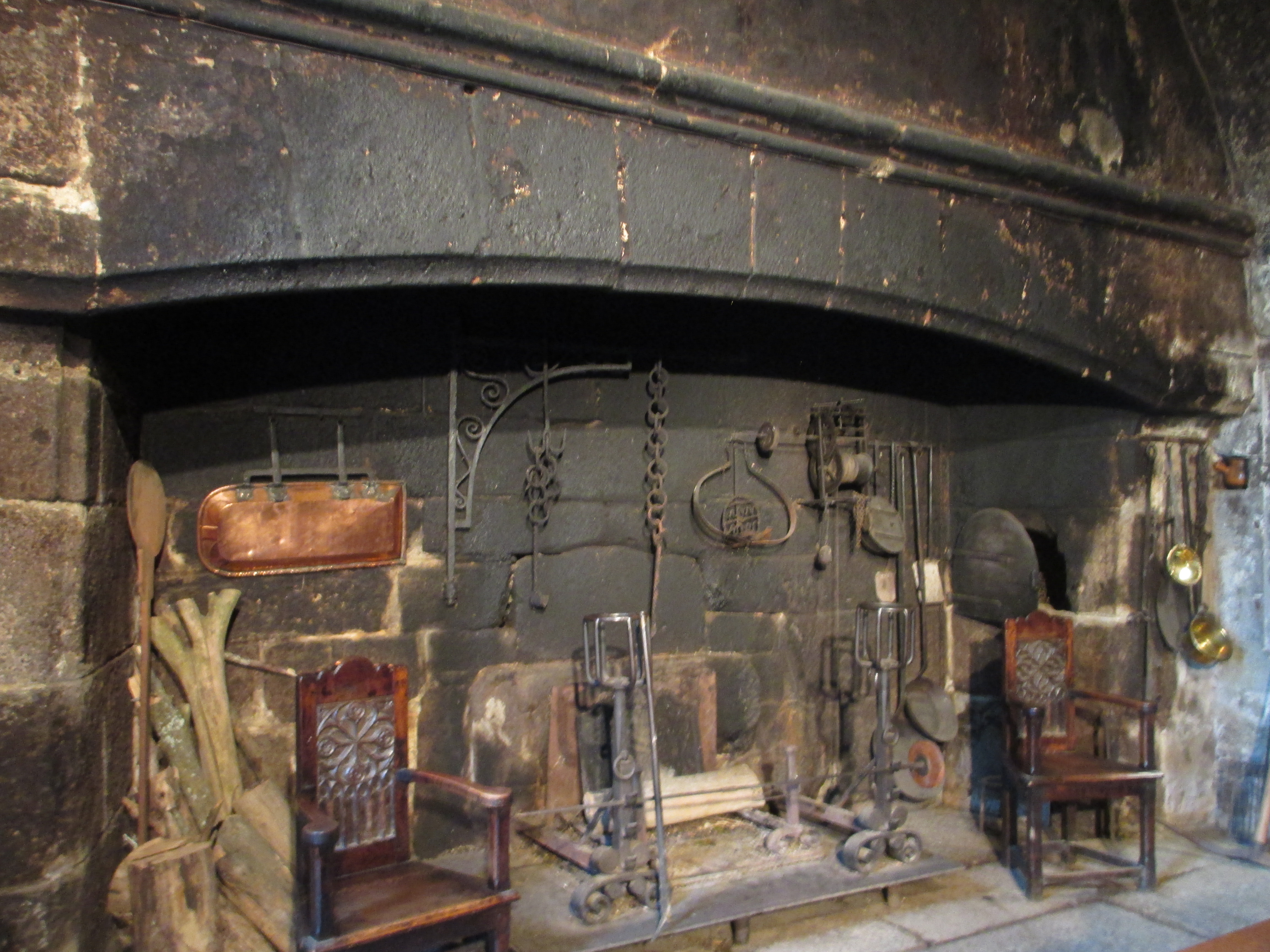

## Protection
Est inscrit par arrêté du 5 mars 1928 : 
- le château (sauf parties classées).

Sont classés par arrêté du 13 décembre 1978 : 
- les façades ;
- les toitures ;
- la cuisine ;
- la salle à manger avec ses boiseries ;
- la cheminée en bois avec peinture de la grande salle au premier étage ;
- la porte et plafond peint de la chapelle.